# رجب عبادی
رجب عبادی (زاده ۱۳۲۲ - بندر انزلی) مدیر فیلم‌برداری اهل ایران بوده است.

## بازیگر
- ممل آمریکایی (۱۳۵۴)

## مدیر فیلم‌برداری
- پلاک (۱۳۶۴)
- سفیر (۱۳۶۱)
- مشکل آقای اعتماد (۱۳۵۶)

## فیلم‌بردار
- سرحد (۱۳۷۵)
- نابخشوده (۱۳۷۵)
- پرستش (۱۳۵۷)
- سرنوشت سازان (۱۳۵۷)
- در شهر خبری نیست (۱۳۵۶)
- صمد در راه اژدها (۱۳۵۶)
- فریادرس (۱۳۵۶)
- پیش‌کسوت (۱۳۵۵)
- غرور و تعصب (۱۳۵۵)
- بابا خالدار (۱۳۵۴)
- کینه (۱۳۵۴)
- مرد شرقی و زن فرنگی (۱۳۵۴)
- کج کلاخان (۱۳۵۲)

## تدوین
- نعمت نفتی (۱۳۵۲)